# Československá hokejová reprezentace v sezóně 1988/1989
Československá hokejová reprezentace v sezóně 1988/1989 sehrála celkem 28 zápasů.

## Přehled mezistátních zápasů
| Pořadí | Datum             | Soupeř   | Výsledek             | Soutěž                 | Místo utkání   |
| ------ | ----------------- | -------- | -------------------- | ---------------------- | -------------- |
| 1033.  | 7. září 1988      | Švédsko  | 10:1 (3:0, 4:0, 3:1) | přátelsky              | Praha          |
| 1034.  | 9. září 1988      | Švédsko  | 2:0 (0:0, 1:0, 1:0)  | přátelsky              | Hradec Králové |
| 1035.  | 30. října 1988    | SSSR     | 5:3 (1:2, 3:1, 1:0)  | přátelsky              | Praha          |
| 1036.  | 31. října 1988    | SSSR     | 1:3 (1:1, 0:2, 0:0)  | přátelsky              | Pardubice      |
| 1037.  | 2. listopadu 1988 | SSSR     | 4:1 (1:0, 1:0, 2:1)  | přátelsky              | Gottwaldov     |
| 1038.  | 14. prosince 1988 | Finsko   | 6:3 (3:0, 2:2, 1:1)  | přátelsky              | Oulu           |
| 1039.  | 15. prosince 1988 | Finsko   | 6:3 (2:2, 2:1, 2:0)  | přátelsky              | Helsinky       |
| 1040.  | 17. prosince 1988 | Finsko   | 4:4 (1:1, 1:0, 2:3)  | Cena Izvestijí 1988    | Moskva         |
| 1041.  | 18. prosince 1988 | Švédsko  | 0:2 (0:1, 0:1, 0:0)  | Cena Izvestijí 1988    | Moskva         |
| 1042.  | 20. prosince 1988 | Kanada   | 4:2 (1:1, 1:1, 2:0)  | Cena Izvestijí 1988    | Moskva         |
| 1043.  | 21. prosince 1988 | SSSR     | 1:6 (1:0, 0:2, 0:4)  | Cena Izvestijí 1988    | Moskva         |
| 1044.  | 27. března 1989   | Švédsko  | 2:2 (1:2, 0:0, 1:0)  | přátelsky              | Stockholm      |
| 1045.  | 29. března 1989   | Švédsko  | 5:2 (0:1, 3:0, 2:1)  | přátelsky              | Stockholm      |
| 1046.  | 9. dubna 1989     | Kanada   | 8:3 (3:1, 2:1, 3:1)  | přátelsky              | Plzeň          |
| 1047.  | 15. dubna 1989    | SRN      | 3:3 (0:1, 1:2, 2:0)  | Mistrovství světa 1989 | Stockholm      |
| 1048.  | 16. dubna 1989    | Finsko   | 3:1 (1:0, 1:1, 1:0)  | Mistrovství světa 1989 | Södertälje     |
| 1049.  | 18. dubna 1989    | Polsko   | 15:0 (4:0, 8:0, 3:0) | Mistrovství světa 1989 | Stockholm      |
| 1050.  | 19. dubna 1989    | USA      | 5:0k (2:0, 1:0, 2:0) | Mistrovství světa 1989 | Södertälje     |
| 1051.  | 21. dubna 1989    | SSSR     | 2:4 (1:1, 0:1, 1:2)  | Mistrovství světa 1989 | Stockholm      |
| 1052.  | 22. dubna 1989    | Švédsko  | 3:3 (0:0, 0:0, 3:3)  | Mistrovství světa 1989 | Stockholm      |
| 1053.  | 24. dubna 1989    | Kanada   | 2:4 (1:1, 0:1, 1:2)  | Mistrovství světa 1989 | Stockholm      |
| 1054.  | 27. dubna 1989    | SSSR     | 0:1 (0:0, 0:0, 0:1)  | Mistrovství světa 1989 | Stockholm      |
| 1055.  | 29. dubna 1989    | Švédsko  | 2:1 (2:0, 0:0, 0:1)  | Mistrovství světa 1989 | Stockholm      |
| 1056.  | 1. května 1989    | Kanada   | 3:4 (0:2, 3:2, 0:0)  | Mistrovství světa 1989 | Stockholm      |
| 1057.  | 23. května 1989   | Japonsko | 7:1 (4:1, 2:0, 1:0)  | Japonský pohár 1989    | Tokio          |
| 1058.  | 24. května 1989   | SSSR     | 3:3 (1:2, 0:1 2:0)   | Japonský pohár 1989    | Tokio          |
| 1059.  | 26. května 1989   | Japonsko | 6:3 (2:0, 2:1, 2:2)  | Japonský pohár 1989    | Tokio          |
| 1060.  | 28. května 1989   | SSSR     | 2:2 (1:0, 1:1, 0:1)  | Japonský pohár 1989    | Tokio          |

K=utkání Československo - USA 5:4 bylo pro doping hráče Corey Millena (USA) kontumováno 5:0 ve prospěch ČSSR.

## Bilance sezóny 1988/89
| Soupeř   | Zápasy | Výhry | Remízy | Prohry | Skóre  |
| -------- | ------ | ----- | ------ | ------ | ------ |
| Finsko   | 4      | 3     | 1      | 0      | 19:11  |
| Japonsko | 2      | 2     | 0      | 0      | 13:4   |
| Kanada   | 4      | 2     | 0      | 2      | 17:13  |
| Polsko   | 1      | 1     | 0      | 0      | 15:0   |
| SRN      | 1      | 0     | 1      | 0      | 3:3    |
| SSSR     | 8      | 2     | 2      | 4      | 18:23  |
| Švédsko  | 7      | 4     | 2      | 1      | 24:11  |
| USA      | 1      | 1     | 0      | 0      | 5:0    |
| Celkem   | 28     | 15    | 6      | 7      | 114:65 |

## Reprezentovali v sezóně 1988/89
| Post    | Jméno               | Zápasy | Branky | Klub                   |
| Brankář | Petr Bříza          | 8      | 25     | Motor České Budějovice |
| Brankář | Dominik Hašek       | 16     | 30     | Tesla Pardubice        |
| Brankář | Jaromír Šindel      | 5      | 10     | Sparta Praha           |
| Obránce | Jerguš Bača         | 22     | 1      | VSŽ Košice             |
| Obránce | Jaroslav Benák      | 1      | 0      | Dukla Jihlava          |
| Obránce | Mojmír Božík        | 6      | 0      | VSŽ Košice             |
| Obránce | Luděk Čajka         | 9      | 0      | TJ Gottwaldov          |
| Obránce | Leo Gudas           | 19     | 1      | Sparta Praha           |
| Obránce | Miloslav Hořava     | 6      | 2      | Poldi SONP Kladno      |
| Obránce | Drahomír Kadlec     | 19     | 0      | Poldi SONP Kladno      |
| Obránce | František Kučera    | 18     | 1      | Dukla Jihlava          |
| Obránce | Jiří Látal          | 13     | 1      | Dukla Trenčín          |
| Obránce | Petr Pavlas         | 6      | 1      | Dukla Trenčín          |
| Obránce | František Procházka | 19     | 2      | ChZ Livínov            |
| Obránce | Peter Slanina       | 7      | 2      | VSŽ Košice             |
| Obránce | Karel Soudek        | 4      | 0      | Dukla Jihlava          |
| Obránce | Antonín Stavjaňa    | 22     | 4      | TJ Gottwaldov          |
| Obránce | Rudolf Suchánek     | 5      | 0      | Motor České Budějovice |
| Obránce | Bedřich Ščerban     | 21     | 4      | Dukla Jihlava          |
| Obránce | Eduard Uvíra        | 6      | 0      | Slovan Bratislava      |
| Útočník | Viliam Belas        | 4      | 0      | VSŽ Košice             |
| Útočník | Roman Božek         | 6      | 2      | Motor České Budějovice |
| Útočník | Zdeno Cíger         | 17     | 3      | Dukla Trenčín          |
| Útočník | František Černý     | 6      | 2      | Škoda Plzeň            |
| Útočník | Libor Dolana        | 6      | 2      | Dukla Jihlava          |
| Útočník | Jiří Doležal        | 22     | 4      | Sparta Praha           |
| Útočník | Oto Haščák          | 22     | 4      | Dukla Trenčín          |
| Útočník | Jaroslav Hauer      | 6      | 1      | Škoda Plzeň            |
| Útočník | Martin Hosták       | 6      | 1      | Sparta Praha           |
| Útočník | Otakar Janecký      | 22     | 7      | Tesla Pardubice        |
| Útočník | Tomáš Jelínek       | 17     | 2      | Sparta Praha           |
| Útočník | Vladimír Jeřábek    | 1      | 0      | ChZ Livínov            |
| Útočník | Vladimír Kameš      | 8      | 2      | Poldi SONP Kladno      |
| Útočník | Robert Kron         | 25     | 5      | Dukla Trenčín          |
| Útočník | Jiří Kučera         | 20     | 7      | Škoda Plzeň            |
| Útočník | Jiří Lála           | 6      | 4      | Motor České Budějovice |
| Útočník | Ladislav Lubina     | 6      | 2      | Tesla Pardubice        |
| Útočník | Petr Rosol          | 2      | 1      | ChZ Livínov            |
| Útočník | Vladimír Růžička    | 22     | 18     | Dukla Trenčín          |
| Útočník | Tomáš Sršeň         | 4      | 2      | Dukla Jihlava          |
| Útočník | Vladimír Svitek     | 20     | 7      | VSŽ Košice             |
| Útočník | Jiří Šejba          | 22     | 3      | Tesla Pardubice        |
| Útočník | Oldřich Válek       | 20     | 10     | Dukla Jihlava          |
| Útočník | Rostislav Vlach     | 21     | 4      | TJ Gottwaldov          |
| Útočník | Petr Vlk            | 5      | 0      | Dukla Jihlava          |
| Útočník | Ján Vodila          | 3      | 0      | VSŽ Košice             |
| Útočník | Richard Žemlička    | 5      | 2      | Sparta Praha           |
| Trenér  | Pavel Wohl          |        |        |                        |
| Trenér  | Stanislav Neveselý  |        |        |                        |

## Přátelské mezistátní zápasy
Československo -  Švédsko 	10:1 (3:0, 4:0, 3:1)
7. září 1988 - Praha

Branky a nahrávky Československa: 7. Petr Rosol (Antonín Stavjaňa, Petr Vlk), 15. Vladimír Růžička (Jiří Šejba), 18. Jiří Doležal (František Kučera), 25. Oto Haščák (František Kučera), 27. Jiří Kučera (Oldřich Válek), 31. Oldřich Válek (Rostislav Vlach), 34. Rostislav Vlach (Leo Gudas), 42. Vladimír Kameš (Peter Slanina), 44. Antonín Stavjaňa (Petr Rosol), 50. Vladimír Kameš (Otakar Janecký).

Branky a nahrávky Švédska: 41. Bo Berglund (Kent Nilsson).

Rozhodčí: Seppo Mäkelä (FIN) – Ladislav Rouspetr (TCH), Michal Unzeitig (TCH)

Vyloučení: 8:7 (využití 5:0) navíc Oldřich Válek na 10 min.
ČSSR: Jaromír Šindel (41. Dominik Hašek) - Antonín Stavjaňa, Bedřich Ščerban, Peter Slanina, Jerguš Bača, Drahomír Kadlec, Leo Gudas, Luděk Čajka, František Kučera - Petr Rosol, Vladimír Růžička, Petr Vlk - Otakar Janecký, Vladimír Kameš, Jiří Šejba - Oldřich Válek, Jiří Kučera, Rostislav Vlach - Tomáš Jelínek, Oto Haščák, Jiří Doležal.
Švédsko: Peter Lindmark (33. Anders Bergman) – Thomas Eriksson, Peter Andersson, Magnus Svensson, Roger Johansson, Tommy Samuelsson, Mats Kihlström, Anders Eldebrink – Jonas Bergkvist, Thomas Rundqvist, Tomas Sandström – Bo Berglund, Kent Nilsson, Mats-Åke Lundström – Håkan Södergren, Kent Johansson, Jens Öhling – Michael Hjälm, Mikael Andersson, Peter Eriksson.
 Československo -  Švédsko 	2:0	(0:0, 1:0, 1:0)
9. září 1988 - Hradec Králové

Branky a nahrávky Československa: 23. Tomáš Sršeň (Ján Vodila), 45. Otakar Janecký.

Rozhodčí: Seppo Mäkelä (FIN) – Ladislav Rouspetr (TCH), Michal Unzeitig (TCH)

Vyloučení: 9:4 (využití 0:0)
ČSSR: Dominik Hašek - Antonín Stavjaňa, Bedřich Ščerban, Peter Slanina, Jerguš Bača, Mojmír Božík, Jaroslav Benák, František Kučera, Luděk Čajka - Petr Rosol, Vladimír Růžička, Petr Vlk - Otakar Janecký, Vladimír Kameš, Jiří Šejba - Tomáš Sršeň, Ján Vodila, Roman Božek - Tomáš Jelínek, Oto Haščák, Jiří Doležal.
Švédsko: Peter Lindmark – Roger Johansson, Tommy Samuelsson, Mats Kihlström, Anders Eldebrink, Thomas Eriksson, Peter Andersson, Magnus Svensson – Jonas Bergkvist, Thomas Rundqvist, Tomas Sandström – Bo Berglund, Kent Nilsson, Mats-Åke Lundström – Charles Berglund, Kent Johansson, Jens Öhling – Michael Hjälm, Mikael Andersson, Peter Eriksson.
 Československo -  SSSR 	5:3	(1:2, 3:1, 1:0)
30. října 1988 - Praha

Branky a nahrávky Československa: 18. Oto Haščák, 22. Vladimír Svitek (Jiří Šejba), 27. Jiří Šejba (Jerguš Bača, Otakar Janecký), 31. Tomáš Jelínek (František Procházka), 52ts. Vladimír Růžička.

Branky a nahrávky SSSR: 4. Igor Jesmantovič (Jurij Chmyljev, Sergej Němčinov), 9. Vjačeslav Fetisov, 38. Alexej Gusarov (Dmitrij Kvartalnov).

Rozhodčí: Kjell Lind (SWE) – Sven-Olof Lundström (SWE), Anders Ekhagen (SWE)

Vyloučení: 6:6 (využití 1:2)
ČSSR: Jaromír Šindel - Antonín Stavjaňa, Bedřich Ščerban, Peter Slanina, Jerguš Bača, Drahomír Kadlec, Leo Gudas, František Procházka, František Kučera - Vladimír Svitek, Vladimír Růžička, Petr Vlk - Otakar Janecký, Robert Kron, Jiří Šejba - Oldřich Válek, Jiří Kučera, Rostislav Vlach - Tomáš Jelínek, Oto Haščák, Jiří Doležal.
SSSR: Sergej Mylnikov – Vladimir Malachov, Vjačeslav Fetisov, Igor Stělnov, Oleg Mikulčik, Alexej Kasatonov, Alexej Gusarov, Ilja Bjakin – Sergej Makarov, Alexander Černych, Vladimir Krutov – Andrej Lomakin, Anatolij Semjonov, Sergej Jašin – Andrej Chomutov, Vjačeslav Bykov, Valerij Kamenskij – Igor Jesmantovič, Sergej Němčinov, Jurij Chmylov - Dmitrij Kvartalnov.
 Československo -  SSSR 	1:3	(1:1, 0:2, 0:0)
31. října 1988 - Pardubice

Branky a nahrávky Československa: 4. Vladimír Růžička (Petr Vlk, Peter Slanina).

Branky a nahrávky SSSR: 7. Vladimir Krutov (Alexander Černych), 23. Andrej Chomutov (Vjačeslav Bykov), 35. Vladimir Krutov (Sergej Makarov).

Rozhodčí: Kjell Lind (SWE) – Sven-Olof Lundström (SWE), Anders Ekhagen (SWE)

Vyloučení: 7:7 (využití 0:0)
ČSSR: Dominik Hašek - Antonín Stavjaňa, Bedřich Ščerbann, Peter Slanina, Jerguš Bača, Luděk Čajka, František Kučera, Jiří Látal, František Procházka - Vladimír Svitek, Vladimír Růžička, Petr Vlk - Otakar Janecký, Robert Kron, Jiří Šejba - Roman Božek, Ján Vodila, Rostislav Vlach - Tomáš Jelínek, Oto Haščák, Jiří Doležal.
SSSR: Alexej Červjakov – Vladimir Malachov, Vjačeslav Fetisov, Anatolij Fedotov, Igor Stělnov, Alexej Kasatonov, Alexej Gusarov, Vladimir Ťjurikov – Sergej Makarov, Alexander Černych, Vladimir Krutov – Andrej Lomakin, Anatolij Semjonov, Sergej Jašin – Andrej Chomutov, Vjačeslav Bykov, Valerij Kamenskij – Igor Jesmantovič, Sergej Němčinov, Jurij Chmylov.
 Československo -  SSSR 	4:1 (1:0, 1:0, 2:1)
2. listopadu 1988 - Gottwaldov

Branky a nahrávky Československa: 20. Otakar Janecký, 33. Peter Slanina (Vladimír Růžička), 47. Vladimír Růžička (Vladimír Svitek), 50. Peter Slanina.

Branky SSSR: 46. Igor Stělnov.

Rozhodčí: Kjell Lind (SWE) – Sven-Olof Lundström (SWE), Anders Ekhagen (SWE)

Vyloučení: 8:7 (využití 1:1)
ČSSR: Dominik Hašek - Antonín Stavjaňa, Bedřich Ščerban, Peter Slanina, Jerguš Bača, Drahomír Kadlec, Leo Gudas, František Procházka, František Kučera - Vladimír Svitek, Vladimír Růžička, Petr Vlk - Otakar Janecký, Ján Vodila, Jiří Šejba - Oldřich Válek, Jiří Kučera, Rostislav Vlach - Tomáš Jelínek, Oto Haščák, Jiří Doležal
SSSR: Alexej Červjakov – Vladimir Malachov, Vjačeslav Fetisov, Anatolij Fedotov, Igor Stělnov, Alexej Kasatonov, Alexej Gusarov, Vladimir Ťjurikov, Ilja Bjakin – Sergej Makarov, Alexander Černych, Vladimir Krutov – Andrej Lomakin, Anatolij Semjonov, Sergej Jašin – Andrej Chomutov, Vjačeslav Bykov, Sergej Vostrikov – Igor Jesmantovič, Sergej Němčinov, Jurij Chmylov.
 Československo -  Finsko	6:3	(3:0, 2:2, 1:1)
14. prosince 1988 - Oulu

Branky Československa: 6. Jiří Lála, 8. Richard Žemlička, 16. Jaroslav Hauer, 29. Miloslav Hořava, 38. Miloslav Hořava, 57. Jiří Lála.

Branky Finska: 30. Reijo Mikkolainen, 40. Kari Laitinen, 60. Mika Nieminen.

Rozhodčí: Viktor Gubernatorov (URS) - Seppo Mäkelä (FIN), Juha Lindholm (FIN)

Vyloučení: 3:1 (využití 0:0)
ČSSR: Petr Bříza - Rudolf Suchánek, Miloslav Hořava, Jiří Látal, Mojmír Božík, Luděk Čajka, Petr Pavlas, Eduard Uvíra - Roman Božek, Tomáš Sršeň, Jiří Lála - František Černý, Vladimír Kameš, Jaroslav Hauer - Ladislav Lubina, Vladimír Jeřábek, Robert Kron - Richard Žemlička, Martin Hosták, Libor Dolana.
Finsko: Jukka Tammi – Mikko Haapakoski, Arto Ruotanen, Jarmo Kuusisto, Kari Suoraniemi, Simo Saarinen, Jouko Narvanmaa, Vesa Salo, Timo Blomqvist – Raimo Summanen, Kari Jalonen, Jukka Vilander – Ari Vuori, Pauli Järvinen, Esa Keskinen – Mika Nieminen, Kari Laitinen, Pekka Tuomisto – Jukka Seppo, Erkki Lehtonen, Reijo Mikkolainen.
 Československo -  Finsko	6:3 (2:2, 2:1, 2:0)
15. prosince 1988 - Helsinky

Branky Československa: 4. Tomáš Sršeň, 8. Richard Žemlička, 21. František Černý, 24. Jiří Lála, 41. František Černý, 54. Libor Dolana.

Branky Finska: 7. Kari Jalonen, 12. Ari Vuori, 31. Erkki Lehtonen.

Rozhodčí: Viktor Gubernatorov (URS) - Seppo Mäkelä (FIN), Juha Lindholm (FIN)

Vyloučení: 5:5 (využití 0:2, v oslabení 0:1)
ČSSR: Petr Bříza - Rudolf Suchánek, Miloslav Hořava, Jiří Látal, Mojmír Božík, Luděk Čajka, Petr Pavlas, Eduard Uvíra - Roman Božek, Tomáš Sršeň, Jiří Lála - František Černý, Vladimír Kameš, Jaroslav Hauer - Ladislav Lubina, Robert Kron, Richard Žemlička - Martin Hosták, Libor Dolana
Finsko: Sakari Linfors – Mikko Haapakoski, Arto Ruotanen, Jarmo Kuusisto, Kari Suoraniemi, Simo Saarinen, Jouko Narvanmaa, Vesa Salo, Timo Blomqvist – Raimo Summanen, Kari Jalonen, Jukka Vilander – Ari Vuori, Pauli Järvinen, Esa Keskinen – Mika Nieminen, Kari Laitinen, Pekka Tuomisto – Jukka Seppo, Erkki Lehtonen, Reijo Mikkolainen.
 Československo -  Švédsko 	2:2 (1:2, 0:0, 1:0)
27. března 1989 - Stockholm	

Branky a nahrávky Československa: 0:52 Vladimír Svitek, 40:25 Vladimír Svitek (Zdeno Cíger, Vladimír Růžička).

Branky a nahrávky Švédska: 7:11 Jonas Bergqvist (Thomas Rundqvist), 12:46 Lars-Gunnar Pettersson (Peter Gradin).

Rozhodčí: Seppo Mäkelä (FIN) – Arto Järvelä (FIN), Johan Enestedt (SWE)

Vyloučení: 4:4 (využití 0:0)
ČSSR: Dominik Hašek - Antonín Stavjaňa, František Kučera, Peter Slanina, Jerguš Bača, Drahomír Kadlec, Leo Gudas - Zdeno Cíger, Vladimír Růžička, Vladimír Svitek - Otakar Janecký, Robert Kron, Jiří Šejba - Oldřich Válek, Jiří Kučera, Rostislav Vlach - Tomáš Jelínek, Oto Haščák, Jiří Doležal.
Švédsko: Rolf Ridderwall – Anders Eldebrink, Magnus Svensson, Mats Kihlström, Thomas Eriksson, Peter Andersson, Tommy Samuelsson – Thomas Rundqvist, Jonas Bergkvist, Håkan Södergren – Tomas Sandström, Bo Berglund, Mikael Johansson – Jens Öhling, Kent Johansson, Per Djoos – Johan Strömwall, Lars-Gunnar Pettersson, Peter Gradin.
 Československo -  Švédsko 	5:2	(0:1, 3:0, 2:1)
29. března 1989 - Stockholm

Branky a nahrávky Československa: 23:24 Antonín Stavjaňa (Zdeno Cíger), 28:07 Robert Kron (Antonín Stavjaňa), 30:35 Antonín Stavjaňa (Zdeno Cíger), 41:15 Jiří Šejba (Leo Gudas), 55:59 Vladimír Růžička (Oto Haščák).

Branky a nahrávky Švédska: 7:35 Johan Strömwall, 53:17 Jens Öhling (Lars-Gunnar Pettersson).

Rozhodčí: Seppo Mäkelä (FIN) - Arto Järvelä (FIN), Christer Lärking (SWE)

Vyloučení: 8:6 (využití 1:0, v oslabení 1:0)
ČSSR: Jaromír Šindel - Antonín Stavjaňa, František Kučera, Peter Slanina, Jerguš Bača, Drahomír Kadlec, Leo Gudas, František Procházka, Bedřich Ščerban - Zdeno Cíger, Vladimír Růžička, Vladimír Svitek - Otakar Janecký, Robert Kron, Jiří Šejba - Oldřich Válek, Jiří Kučera, Rostislav Vlach – Tomáš Jelínek, Oto Haščák, Jiří Doležal
Švédsko: Rolf Ridderwall – Anders Eldebrink, Magnus Svensson, Mats Kihlström, Thomas Eriksson, Peter Andersson, Tommy Samuelsson – Thomas Rundqvist, Jonas Bergkvist, Håkan Södergren – Tomas Sandström, Bo Berglund, Mikael Johansson – Jens Öhling, K. Johansson, Per Djoos – Johan Strömwall, Lars-Gunnar Pettersson, Peter Gradin.
 Československo -  Kanada 	8:3 (3:1, 2:1, 3:1)
9. dubna 1989 - Plzeň

Branky a nahrávky Československa: 2. Jiří Kučera (Rostislav Vlach), 5. Jiří Šejba, 18. Robert Kron (Jiří Šejba), 24. Vladimír Růžička (Bedřich Ščerban), 40. Bedřich Ščerban, 42. Vladimír Růžička, 43. Rostislav Vlach (Jiří Kučera), 47. František Kučera (Oto Haščák).

Branky a nahrávky Kanady: 5. Pat Verbeek (Judy Diduck), 23. Andy McBain (Brendan Shanahan, Vincent Damphousse), 54. Diduck (Dale Hawerchuk).

Rozhodčí: Karl-Gustav Kaisla (FIN) – Jan Tatíček (TCH), Ladislav Rouspetr (TCH)

Vyloučení: 9:13 (využití 2:1)
ČSSR: Dominik Hašek - Antonín Stavjaňa, Bedřich Ščerban, Jiří Látal, Jerguš Bača, Drahomír Kadlec, Leo Gudas, František Procházka, František Kučera - Vladimír Svitek, Vladimír Růžička, Zdeno Cíger - Otakar Janecký, Robert Kron, Jiří Šejba - Oldřich Válek, Jiří Kučera, Rostislav Vlach - Tomáš Jelínek, Oto Haščák, Jiří Doležal
Kanada: Sean Burke – Judy Diduck, Randy Carlyle, Mario Marois, Dave Ellett, Brown, Ken Daneyko, Curtis Leschyshyn – Pat Verbeek, Kirk Muller, John MacLean – Dale Hawerchuk, Joe Sakic, Brent Ashton – Andy McBain, Vincent Damphousse, Brendan Shanahan.